# Jérôme Frin de Corméré
Pour les articles homonymes, voir Frin.
Jérôme Charles Frin de Cormeré est un homme politique français, né le 30 juin 1750 à Laval, mort le 22 novembre 1813  à Laval. Les Frin sont affiliés avec la famille Hoisnard qui se titrèrent du lieu de Cormeré (Cormeray) en 1670, et qui se situe à Bonchamp-lès-Laval.

## Biographie

### Origine
Il est le fils de Charles Frin du Guiboutier et de Charlotte Salmon. Il étudie au Collège de la Flèche. Il rejoint la Société du Jardin Berset en 1773.
Il est seigneur de Cormeré et la Lanfrière en 1785. Il est Trésorier des guerres et receveur particulier des finances de l'élection de Laval à partir de 1783, puis Trésorier des dépenses de guerre et receveur des finances de la généralité de Tours en 1785. Franc-maçon, il était membre de la Loge Les Amis unis de Laval (1786), membre de la Loge Saint-Laurent de Paris (1788). Il est en 1785 secrétaire-correspondant de la loge de Laval et l'un des rédacteurs de ses statuts.

### Révolution française

#### Les débuts
Dans une situation fort en vue au début de la Révolution française, dont il accepte les idées. Au mois de juin 1790, l'abbé Angot indique qu'il propose d'indemniser les électeurs sur les fonds qu'il avait en caisse.
Il faisait partie de l'assemblée qui nomme, le 20 mars 1791, Noël-Gabriel-Luce Villar évêque de la Mayenne, et est député avec Jean-Baptiste Tellot, dit Tellot fils, pour lui annoncer cette nouvelle à La Flèche. Il se fait nommer major de la compagnie de canonniers de Laval en 1792, et membre du comité de surveillance pour une des sections de la ville le 10 juin 1793.
Il est receveur du district de Laval (1793), sergent-major de la Compagnie des canonniers de la garde nationale de Laval (1793). Il achète des biens nationaux.

#### Le fédéralisme
Il adhère au Fédéralisme, mais sans faire partie de l'expédition armée. Il est chargé, après l'échec de l'entreprise, d'aller à Paris porter la rétractation des corps administratifs. Il y apprend, le 16 août 1793, qu'un mandat d'arrêt est lancé contre lui. Il s'échappe, et cherche successivement asile dans différents départements.
Le représentant François (de la Somme) reste en mission à Laval près de deux mois (du 12 germinal au 4 prairial, d'avril- 23 mai 1794), et il était plutôt enclin à la modération. Ainsi, il ordonne au comité révolutionnaire de Laval de viser les passeports du citoyen Frin de Cormeray ; « le comité, considérant que c'est le plus grand contre-révolutionnaire du département,.... mais sachant aussi que son devoir est d'obéir arrête que les passeports seront visés » (26 floréal an II). Il est décrété d'accusation, comme fédéraliste et dilapidateur des deniers publics, par le comité révolutionnaire de Laval, le 12 nivôse an II, et condamné par François Joachim Esnue-Lavallée. Apprenant que François-Joachim Esnue-Lavallée et Didier Thirion l'ont destitué le 4 octobre 1793, il se présente le 18 au district de Craon pour obtenir un sauf-conduit. Ne recevant point de réponse, il demande aux administrateurs de Craon à être conduit  à Laval, où il est envoyé en prison. Arrêté pour fédéralisme, il fait partie du convoi de l'Évacuation de Laval en 1793.
Conduit en prison à Alençon, il en est tiré par Garnier de Saintes, et reste quelque temps en cette ville. René François-Primaudière lui délivre un passeport, le 16 mai 1794, pour rentrer à Laval. Le comité révolutionnaire de Laval refuse d'abord de viser l'ordre du conventionnel.

#### Le retour
Il revient à Laval quand le danger est passé, et signe le 24 avril 1795 la pétition des habitants de Laval demandant à la Convention la mise en accusation de François-Joachim Esnue-Lavallée et de ses complices. Le 5 vendémiaire an VI, on le retrouve receveur général du département de la Mayenne (1795-1802).
À la fin de la Révolution française, sa maison servait de loge aux francs-maçons de Laval, et est fermée par ordre du gouvernement le 19 décembre 1797. C'est par lui que renait la loge maçonnique Les Amis unis de Laval, dont il est le vénérable.
Il est auteur d'un travail historique sur Laval, édité par Emile Moreau.

### Fortune
Une grande partie de sa fortune provenait de biens nationaux. Il est acquéreur national de la Forge d'Orthe. La Statistique de 1809 situe ses biens ruraux à Laval, Montjean, Bonchamps, Saint-Berthevin, Argentré, Grenoux et lui attribue un revenu de 25 000 francs.

### Homme politique
Il est nommé maire de Laval en remplacement d'Étienne Boudet, nommé au Corps législatif. Il est maire de 1810 jusqu'à sa mort en 1813. Il est désigné comme un des Grands notables du Premier Empire du département de la Mayenne.

### Famille
Il épouse en 1773 Marie Le Clerc du Flécheray.
- Charles Frin du Guiboutier ∞ Charlotte Salmon
  - Jérome Charles Frin de Corméré (1750-1813) ∞ Marie Leclerc du Flécheray
    - Charles Frin de Corméré (1775)
    - Charles Frin de Corméré (1778-1811)  ∞  Antoinette Julie Roche (qui se remarie avec Jacques Duchemin Descépeaux)
      - Charles Frin de Corméré[14], déclaré absent par jugement civil en 1864
        - Charles Auguste Frin de Corméré[15] (1838-1872)

      - Jeanne Pierrette Caroline Frin de Corméré (1804-?)  ∞ Jean-Baptiste Martin

    - Olive Frin de Corméré (1778-1831), jumelle du précédent ∞ Jean Jacques Louis Rouillon
    - chevalier Jérôme Frin de Corméré[16] (1780-1813) ∞ Adélaïde Marie Madeleine Godart de Rivocet
      - Jérome Adolphe (1811)

    - François Frin de Corméré (1783)
    - Joséphine Frin de Corméré (1785) ∞ chevalier Étienne-Jacques Coquereau (1763-1831)
      - Charles Coquereau (1805)
      - Joséphine Coquereau (1806)
      - Félix Coquereau (1808)
      - Auguste Coquereau (1810)

    - Sébastien Frin de Corméré[17] (1787)
    - Justine Frin de Corméré (1792)
    - Virginie Frin de Corméré (1797) ∞ Louis Morin-Blotais
      - Virginie Morin-Blotais (1847-1887) x Napoléon-César-Xavier Estève
        - Urbaine Estève (1847-1887) x Bernard de Monti de Rezé (1846-1909)
          - Henri de Monti de Rezé

    - Adèle Frin de Corméré (1797-1862), sœur jumelle de la précédente ∞ Pierre Marie Joseph Courte de La Goupillière

## Sources partielles
- « Jérôme Frin de Corméré », dans Alphonse-Victor Angot et Ferdinand Gaugain, Dictionnaire historique, topographique et biographique de la Mayenne, Laval, A. Goupil, 1900-1910 [détail des éditions] (BNF 34106789, présentation en ligne), tome II, p. 228-229 et tome IV.
- Abbé Angot, « Mémoires épistolaires », sur Gallica, Paris et Laval, A. Picard et A. Goupil, 1896 (consulté le 29 février 2016), p. 84.
- Michel Denis, Les royalistes de la Mayenne
- Archives départementales de la Mayenne, 3M7, 3E5/621
- François Dornic, Grands notables du Premier Empire : Mayenne, Editions du CNRS, 1986, p. 82
- Bernard Sonneck, Les Décorés de la Légion d'honneur de la Mayenne, Éditions Régionales de l'Ouest, 2007, volume 1, p. 97